# Дети воды
«Дети воды» (оригинальное название англ. The Water-Babies, A Fairy Tale for a Land Baby — «Дети воды, волшебная сказка для земных детей») — сказочное произведение английского писателя Чарльза Кингсли. Написанная в 1862—1863 годах в качестве сериала для журнала Macmillan's Magazine, книга была впервые опубликована в полном объёме в 1863 году. Произведение представляет собой, с одной стороны, дидактическую сказку, типичную для времён викторианской Англии, а с другой — своего рода сатирическую поддержку знаменитого труда Ч. Дарвина «Происхождение видов». Книга Кингсли была очень популярна в Англии на протяжении многих десятилетий, но впоследствии утратила популярность, в частности из-за «неполиткорректности» (распространённых в Великобритании во время её создания негативных стереотипов в отношении ирландцев, евреев, американцев и бедных).

## Сюжет
Главный герой книги — мальчик-трубочист Том, который после изгнания из дома и встречи с девочкой из высших слоёв общества Элли тонет в реке, где превращается в «дитя воды». В подводном мире с Томом происходят многочисленные приключения, в ходе которых он проходит долгий путь нравственного воспитания. Его наставниками на этом пути становятся феи Doasyouwouldbedoneby и Bedonebyasyoudid (имена которых являются «формулировкой» золотого правила нравственности) и матушка Кэри. Том в конечном счёте зарабатывает себе возвращение в человеческий облик и становится большим учёным, способным разработать железные дороги, паровые машины, электрический телеграф, нарезное оружие и т. д.
Кингсли использовал форму сказочного повествования, чтобы затронуть ряд религиозных проблем (как, например, тему искупления), а также социальных проблем тогдашней Англии, включая бедность и детский труд.

## Экранизации и театральные постановки
В 1902 году в лондонском театре Гаррик по книге Кингсли режиссёр Рутланд Баррингтон поставил мюзикл на музыку Фредерика Россе. В 2003 году по книге была постановка в Чичестерском театре режиссёром Джереми Сэмсом.
В 1935 году книга была экранизирована компанией Уолта Диснея в составе мультипликационного сериала Silly Symphonies.
В 1978 году британский режиссёр Лионел Джеффрис (совместно с Мирославом Киёвичем, отвечавшим за анимацию) снял игровой фильм с элементами мультипликации Дети вод, в котором главные роли озвучивали Джеймс Мэйсон, Бернард Криббинс и Билли Уайтлоу. Сюжет фильма Джеффриса существенно отличается от книги Кингсли, в частности, там появляется новый подсюжет с участием акулы-убийцы и мифического персонажа Кракена.
На основе книги была также сделана серия радиопередач (BBC Audiobooks Ltd, 1998) с участием Тимоти Уэста, Джулии Маккензи и Оливера Писа в роли Тома.
В 2013 году на BBC Radio 4 была поставлена новая версия книги (автор — Пол Фарли, режиссёр Эмма Хардинг), в которой Том выведен в качестве жертвы работорговцев, вывезенной из Нигерии.

## Переводы на русский язык

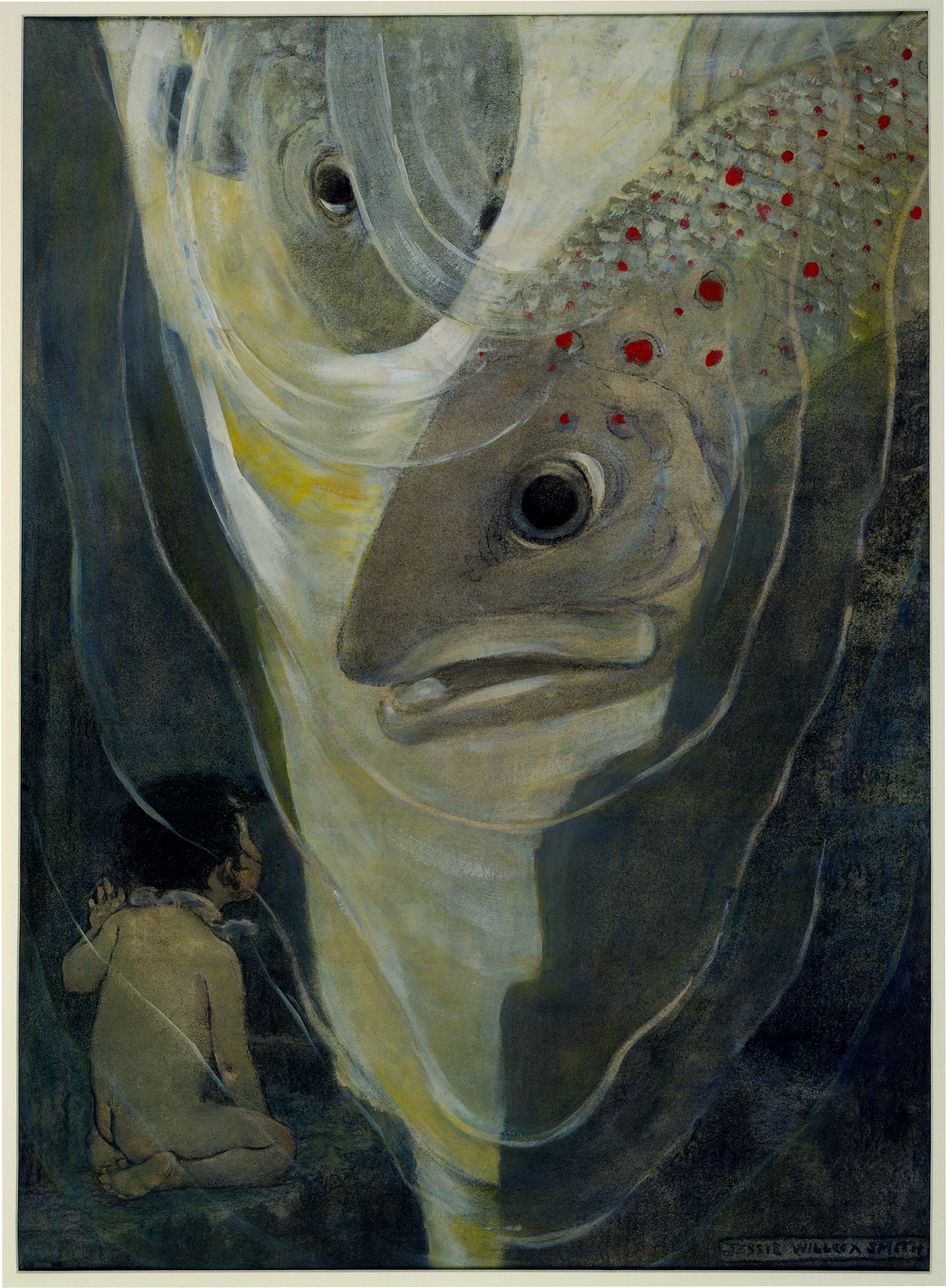
Иллюстрация Джесси Смит к изданию 1916 года

Первый русский перевод вышел в Санкт-Петербурге в 1874 году под названием «Похождения Фомушки-трубочиста на земле и под водой» и без указания автора на обложке — автор был назван в примечании на с. 1. Издание не осталось не замеченным литкритиками, писавшими о детской литературе. Так, в санкт-петербургском журнале «Женское образование» в 1878 году (№ 8, С. 541—544) появилась рецензия на него Э. Железновой, озаглавленная «Похождения Фомушки-трубочиста на земле и под водой (Перевод с английского)».
На русском языке книга выходила в 1992 году в сборнике английских сказок «Как дочка короля плакала по луне» и в 1993 году отдельным изданием.